# Gambier (đảo)
Đảo Gambier (tiếng Anh: Gambier Island) là một hòn đảo gần Vancouver, British Columbia, Canada. George Henry Richards đặt tên đảo này theo họ của James Gambier - Đô đốc Hải quân Anh.
Đảo nằm trong vịnh hẹp Howe Sound, cách khu dân cư Horseshoe Bay 10 km về phía bắc và có diện tích là 68,69 km². Đây là một hòn đảo dân cư thưa thớt và có địa hình hiểm trở, yên tĩnh hơn hẳn so với đảo Bowen nhộn nhịp khách du lịch gần đó. Có thể đi phà, taxi nước hoặc các loại thuyền khác để đến đảo. Trên đảo không có hệ thống đường sá trung tâm. Đảo có một tiệm tạp hóa (đã đóng cửa năm 2010) và một nhà trọ. Khu dân cư chính trên đảo được gọi là New Brighton. Ở mặt đông nam của đảo có một công viên.
Cư dân hòn đảo bầu ra hai ủy viên cho Islands Trust - một tổ chức liên kết các cộng đồng cư dân nhỏ ở British Columbia nhằm giám sát việc sử dụng đất và phát triển kinh tế.